# Луїс Добсон
Луїс Добсон (англ. Louise Dobson, 1 вересня 1972) — австралійська хокеїстка на траві.
Олімпійська чемпіонка 1996 року, учасниця 2004 року.
Переможниця Ігор Співдружності 1998 року, бронзова призерка 2002 року.
Переможниця Трофею чемпіонів 1997, 1999, 2003 років, бронзова призерка 2000, 2001 років.